# 拉夫·萊達斯娛樂公司
拉夫·萊達斯娛樂公司（Ruff Ryders Entertainment）是美國紐約一間的唱片及管理公司，專門製作嘻哈音樂。它成立於1988年，由Chivon Dean和她的兄弟Dee和Waah，製作人Swizz Beatz的叔叔。拉夫·萊達斯是一個故意的拼寫錯誤，來自已故美國總統羅斯福在美西戰爭的第一志願騎兵團Rough Riders。

## 外部連結
- Official Ruff Ryders Website （页面存档备份，存于）
- Official Website (Europe)